# Cerkiew Narodzenia św. Jana Chrzciciela w Łowiczu
Cerkiew Narodzenia św. Jana Chrzciciela – prawosławna parafialna cerkiew w Łowiczu, w budynku dawnego seminarium Misjonarzy.

## Historia
Historia prawosławnej gminy w Łowiczu sięga czasów przedrozbiorowych oraz osiadłych w Łowiczu Greków. Od 1786 r. potrzeby religijne prawosławnych Greków mieszkających w Łowiczu zaspakajał ks. zakonnik Jerzy, również Grek. Następnie, prawosławne placówki duszpasterskie – cywilna i wojskowa – zostały utworzone w Łowiczu w XIX w. z myślą o napływowych rosyjskich urzędnikach i żołnierzach. Cywilna świątynia Narodzenia św. Jana Chrzciciela początkowo znajdowała się w dawnym klasztorze bernardyńskim. Cerkiew nie miała statusu parafialnej, lecz funkcjonowała przy szpitalu. Obiekt stał się świątynią parafialną w 1867.
W 1877 wizytacji w cerkwi łowickiej dokonał arcybiskup chełmski i warszawski Leoncjusz. Dziewięć lat później, z uwagi na złe warunki lokalowe panujące w dotychczasowej siedzibie świątyni, na potrzeby zamieszkałych w Łowiczu prawosławnych przejęto rzymskokatolicką kaplicę św. Karola Boromeusza w budynku szkoły realnej (dawne seminarium oo. misjonarzy). Funkcjonowanie w gmachu cerkwi zaakcentowano dobudowaniem do budynku dzwonnicy (w 1902) oraz umieszczeniem nad wejściem i na szczycie dachu prawosławnych krzyży. Równocześnie usunięto z bryły budynku dwa wazony, kompas, ozdobne zakończenia rynien, jak również tablicę informującą o utworzeniu kaplicy szkolnej.
Inicjatorem przeniesienia cerkwi z klasztoru pobernardyńskiego do szkolnej kaplicy był proboszcz łowickiej parafii ks. Wieniamin Skworcow, który uważał, iż przejęcie przez prawosławnych tego obiektu będzie bardziej praktyczne, niż budowa obiektu sakralnego od podstaw. Duchowny podnosił, że w Łowiczu funkcjonowało wiele kościołów, a szkolna świątynia i tak pozostawała czynna jedynie w okresie nauki szkolnej. Koncepcję proboszcza zaakceptował arcybiskup Leoncjusz.
Wyposażenie budynku zostało sfinansowane ze składek miejscowych wiernych. Dla cerkwi powstał nowy ikonostas oraz cztery duże ikony boczne. Dawny fresk nad ołtarzem dawnej kaplicy zniszczono, zastępując go w 1889 wyobrażeniem Chrztu Chrystusa. Zachowano natomiast dekorację malarską Palloniego na suficie kaplicy, przedstawiającą sceny z życia Karola Boromeusza. Obiekt wyświęcono w 1886.
Prawosławna świątynia zakończyła swoją działalność w momencie wyjazdu Rosjan z Łowicza w 1914. W 1917 rozebrano dzwonnicę i usunięto poprzeczną belkę z krzyża na dachu obiektu.